# Tanga (Andemtenga)
Pour les articles homonymes, voir Tanga.
Tanga est une commune située dans le département de l'Andemtenga de la province de Kouritenga dans la région du Centre-Est au Burkina Faso.

## Démographie
Selon une étude datant de 2003, Tanga contiendrait 1664 habitants.